# Kraft II. (Hohenlohe-Weikersheim)

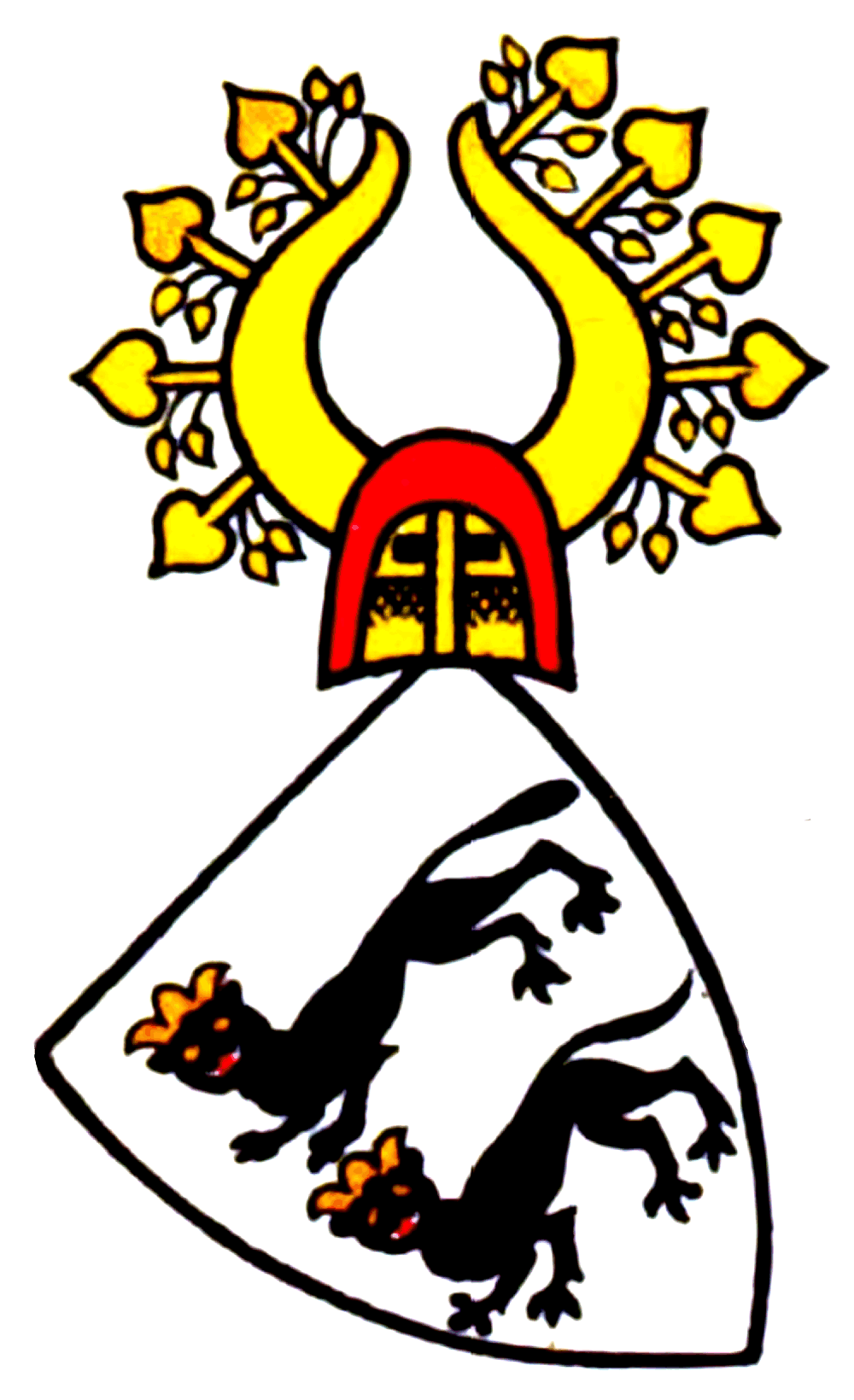
Kraft II. war Herr von Hohenlohe-Weikersheim

Kraft II. von Hohenlohe-Weikersheim (* nach 1280; † 3. Mai 1344) war ein fränkischer Edelmann und Ritter und ist Stammvater sämtlicher Mitglieder des Hauses Hohenlohe, die nach 1412 lebten.

## Abstammung
Kraft II. von Hohenlohe war ein Sohn des fränkischen Edelmannes Kraft I. von Hohenlohe (* um 1240; † 1313) und dessen zweiter Frau Margarethe von Truhendingen.

## Herrschaft in den eigenen Territorien
Zunächst regierte Kraft II., der seit 1290 in Urkunden auftaucht, auf den ererbten väterlichen Gütern um Öhringen, Neuenstein und Waldenburg. Mit dem Tod seines älteren Halbbruders Konrad kam Weikersheim 1329 zunächst an Krafts Bruder Gottfried II., der schon Röttingen besaß. Als Gottfried II. 1339 starb, erbte Kraft II. dessen Teile und herrschte bis zu seinem Tod 1344.

## Im Dienst des Hauses Habsburg
Im Streit zwischen den Häusern Habsburg und Wittelsbach um den deutschen Königsthron diente Kraft II. zunächst Friedrich dem Schönen, der als Gegenkönig in die Geschichte einging, während sich der überwiegende Teil der Angehörigen des Hauses Hohenlohe von Beginn an für König Ludwig den Bayern einsetzte. Als Lohn für seine Dienste wurde Kraft II. im Dezember 1314 von König Friedrich dem Schönen mit Besitzungen des geächteten Grafen Konrad von Oettingen, seines Schwagers belehnt. Für sein Versprechen, den Gegenkönig im Krieg mit König Ludwig auf dem Gebiet des Herzogtums Franken mit 100 Rittern und überall sonst mit mindestens 50 Rittern zu dienen, erhielt er außerdem Rothenburg ob der Tauber als Pfand. Im Jahr 1315 gab es wegen seiner Dienste im Lager von Breitenbronn eine zusätzliche Belohnung für Kraft II. Es wurde ihm eine Anweisung von 200 Mark Silber auf die Reichsmünze in Schwäbisch Hall erteilt. Mit König Ludwig dem Bayern geriet Kraft II. in direkte Auseinandersetzung, da er die von seiner Schwester Adelheid, der Witwe Konrads von Oettingen, beanspruchten Burgen Wahrberg und Herrieden nicht an den Eichstätter Bischof Philipp von Rathsamhausen ausliefern wollte. Dem Bischof von Eichstätt wurden sie bereits 1313 durch einen Schiedsspruch zugesprochen. Um den Konflikt in seinem Sinne zu lösen, überfiel Kraft II. wahrscheinlich im April 1315 mit anderen Anhängern der Habsburger den vom Rheinland heimkehrenden König Ludwig. Dazu legten sie Feuer an das Rasthaus, in dem der König schlief, so dass dieses in Brand geriet. Es gelang König Ludwig jedoch knapp, das brennende Gebäude zu verlassen und sein Leben zu retteten. Den Mordanschlag beantwortete König Ludwig im Frühjahr 1316. Er zog mit überlegenen Streitkräften gegen Kraft II. von Hohenlohe ins Feld und eroberte die Burg Herrieden. Der König ließ sie anschließend in Trümmer legen, ebenso Wahrberg und das für unüberwindlich gehaltene Schillingsfürst. Der König zwang Kraft II. zudem, seine Territorien zu räumen. Erst nach der für die Habsburger verlorenen Schlacht bei Mühldorf am 28. September 1322 wechselte Kraft II. die Seiten und trat in das Lager des siegreichen Königs Ludwig über.

## Im Dienst des Hauses Wittelsbach
Trotz der bisher erbitterten Feindschaft war König Ludwig bereit, seinen früheren Gegner Kraft II. von Hohenlohe in einer am 5. Januar 1323 in Amberg ausgestellten Urkunde völlige Indemnität zu gewähren. Dies zeigt, dass Kraft II. ein sehr hohes Ansehen als tapferer Kämpfer genoss. Schon im Februar 1323 versetzte König Ludwig ihm wegen seiner Dienstbereitschaft die Stadt Crailsheim, die Burg Lohr und das Dorf Honart. Im August 1323 verlieh er ihm die Burg und Stadt Forchtenberg, die zuvor ein Reichslehen des Grafen Ruprecht von Durne war, worüber sein Vater mit diesem einen Erbvertrag abgeschlossen hatte.
Die Habsburger waren über den Übertritt Krafts II. so verbittert, dass Herzog Leopold bei einem Vertrag in Bar sur Aube mit König Karl IV. von Frankreich diesen versprechen ließ, falls er römischer König würde, Kraft II. von Hohenlohe niemals mehr in Gnaden aufzunehmen.
Allerdings verdankte Kraft II. der neu erworbenen Gunst des Königs aus Bayern auch in den folgenden Jahren reiche Erwerbungen und Auszeichnungen. Am 13. Juli 1326 leistete er König Ludwig ein Dienstgelöbnis im Namen des gesamten Hauses Hohenlohe. Am 28. Januar 1332 wurde er mit einigen Verwandten und anderen Herren von Ludwig IV., seit 1328 auch Kaiser, zum Schirmherrn des Stifts St. Viktor vor Mainz bestellt. Im Juli 1332 half er dem Kaiser im Krieg gegen Heinrich II. von Niederbayern, dessen Residenzstadt Straubing zu belagern. Für die dabei erlittenen Verluste räumte ihm Kaiser Ludwig zusätzliche Geld- und Zolleinkünfte ein. Außerdem gewährte der Kaiser seinem Gefolgsmann Kraft II. 1332 die Würde eines Marschalls und kaiserlichen Rats. 1339 belehnte ihn der Kaiser mit der Burg Schüpf, die bereits 1235 an ihn verpfändet worden war. Am 1. Juli 1340 trat Kraft II. mit anderen Herren des Herzogtums Franken dem durch den Kaiser vermittelten Schirm- und Friedensbündnis mit den Söhnen des Kaisers bei. Der Hausbesitz der Linie Hohenlohe-Weikersheim war in der Zeit Krafts II. deutlich vergrößert worden. Es kam schließlich auch noch die Grafschaft Flügelau als würzburgisches Lehen hinzu.
1343 verkauften Kraft II. die noch in seinem Besitz befindliche Burg zu Mergentheim für 2000 Pfund an den Deutschen Orden.

## Familie
Kraft II. von Hohenlohe-Weikersheim heiratete um 1306 Adelheid Mechtild von Württemberg († 1342), die Tochter von Graf Eberhard I. von Württemberg. Aus der Ehe gingen folgende Kinder hervor:
- Kraft III. († 1371), Herr von Hohenlohe, heiratete um 1340 Anna († 1390), Tochter des Landgrafen Ulrich von Leuchtenberg
- Irmengard († 1372), heiratete in erster Ehe Konrad Burggraf von Nürnberg († 1334), einen Sohn des Burggrafen Friedrich IV., und in zweiter Ehe Gerlach Graf von Nassau-Wiesbaden († 1371), einen jüngeren Sohn des deutschen Königs Adolf von Nassau.